# Squadra macedone di Coppa Davis
La squadra macedone di Coppa Davis rappresenta la Macedonia del Nord nella Coppa Davis, ed è posta sotto l'egida della Federazione tennistica macedone.
La squadra partecipa alla competizione dal 1995, dopo che il paese ottenne l'indipendenza dalla Jugoslavia l'8 aprile 1993. Ufficialmente, il team è denominato dalla ITF FYR Macedonia (Former Yugoslavian Republic, letteralmente tradotto dall'inglese Ex Repubblica Jugoslava). Attualmente (2012) è inquadrata nel gruppo III Europa, l'ultimo livello di competizione della Coppa Davis.

## Organico 2011
Aggiornato al match contro la Turchia del 14 maggio 2011.
- Tomislav Jotovski (ATP #1293)
- Predrag Rusevski (ATP #1471)
- Dimitar Grabuloski (ATP #)
- Lazar Magdinchev (ATP #)